# Chiesa di Santa Giustina (Milano)
La chiesa di Santa Giustina è la parrocchiale di Affori, già comune autonomo ed ora quartiere di Milano, in città metropolitana ed arcidiocesi di Milano; fa parte del decanato di Affori

## Storia
La parrocchia di Affori fu eretta nel XV secolo ed era ad essa preposto il pievano di Bruzzano. Dalla relazione della visita pastorale del 1756 s'apprende che i fedeli erano 610, saliti poi a 829 nel 1779. 
L'attuale parrocchiale venne edificata tra il 1857 ed il 1859 su progetto di Giacomo Moraglia; la facciata fu in seguito completata da suo figlio Pietro. Nel 1861 fu realizzata la cappella della Madonna e l'organo venne restaurato. Nel 1901 fu rifatto il tetto, nel 1938 ristrutturata la cappella di San Giuseppe e, tra il 1945 ed il 1949, decorata e restaurata la parrocchiale. La chiesa nel 1930 passò alla Porta Urbana V di Milano e, nel 1972, divenne parte del decanato di Affori, al quale è tuttora aggregata.

## Interno
Opere di pregio custodite all'interno della chiesa sono la pala ispirata alla Vergine delle rocce di Leonardo da Vinci, detta "Vergine delle Rocce di Affori" e attribuita al pittore leonardesco Bernardino Luini sulla base della versione del dipinto custodita nel Cinquecento nella chiesa di San Francesco Grande, e l'organo di Luigi Amati, che era stato collocato nel 1810 nella cattedrale di Pavia per essere poi installato nella chiesa di Santa Giustina nel 1884, e restaurato nel 1985.